# 村中優
村中 優（むらなか すぐる、1985年6月12日 - ）は、日本の元プロボクサー。鹿児島県鹿児島市出身。フラッシュ赤羽ボクシングジム所属。第54代日本フライ級王者。

## 来歴
2004年3月、当時フラッシュ赤羽ジムの広報担当者が選手を発掘していた際、友人で鹿児島県鹿屋市出身の元日本ライト級王者・用皆政弘氏を介してアマチュアだった村中を鹿児島から呼び寄せた。
2004年11月9日デビュー。3連勝を飾るも、2005年8月18日、初黒星。
2006年、フライ級新人王戦にエントリーし、東日本決勝まで勝ちあがるが、金城智哉に敗れる。
2008年7月2日に最強後楽園で牧山勝海と負傷引分後、2年のブランク。
2010年7月14日、奈須勇樹を6回TKOで復帰戦を飾る。
2013年12月10日、日本フライ級王者粉川拓也に指名挑戦者として挑み、右フックを的確に当てて3回にダウンを奪い、2-1判定でタイトル獲得した。
2014年4月10日、日本フライ級1位の黒田雅之と対戦し、10回1分32秒TKOで勝ちを収め初防衛に成功した。
2014年10月4日、日本フライ級11位の阪下優友と対戦し、8回2分42秒TKO勝ちを収め2度目の防衛に成功した。
2015年4月8日、日本フライ級1位の林徹磨と指名試合を行う予定だったが前日計量で村中に体重超過があり計量失格となった為、試合前に王座剥奪となった。試合は引き分けか村中が勝てば王座は空位となり、林が勝てば王座を獲得するという条件で試合は行われ、村中が10回3-0（2者が96-94、97-93）の判定勝ちを収めた為、王座は空位となった。
2016年4月12日、後楽園ホールで石橋俊と53kg契約8回戦を行い、6回1分23秒TKO勝ちを収めた。
2016年7月8日、後楽園ホールで行われた第77回オーバーヒートボクサーズナイトでレノエル・パエルとバンタム級8回戦を行い、8回3-0（2者が78-74、79-74）の判定勝ちを収めた。
2016年12月5日、後楽園ホールで行われた「第79回オーバーヒート・ボクサーズナイト」で久高寛之とスーパーフライ級8回戦を行い、8回2-0（77-75、77-76、76-76）の判定勝ちを収めた。
2017年5月13日、バーミンガムのバークレイカード・アリーナでWBA世界スーパーフライ級王者のカリッド・ヤファイと対戦し、12回0-3（108-118、2者が107-119）の判定負けを喫し王座獲得に失敗した。
2017年12月6日、後楽園ホールで行われた「オーバーヒートボクサーズナイトvol.83」で日本スーパーフライ級9位の阿知和賢と53.0kg契約8回戦を行い、8回3-0（3者とも76-75）の判定勝ちを収めた。

## 戦績
- 30戦 26勝（8KO） 3敗 1分

## 獲得タイトル
- 第54代日本フライ級王座（防衛2=剥奪）